# Stephenson 2-18
Координати:  18г 39м 02.3709с, −-06° 05′ 10.5357″Стівенсон 2-18 (St2-18), також відома як Stephenson 2 DFK 1 або RSGC2-18 — червона надгігантська зоря в сузір'ї Щита. Розташована поблизу розсіяного скупчення Стівенсон 2, яке перебуває приблизно за 6000 парсек (20 000 світлових років) від Землі, і вважається, що вона є однією з групи зір на подібній відстані. Це одна з найбільших зір і один із найяскравіших червоних надгігантів, із радіусом, приблизно у 2150 разів більшим від Сонця (R☉).

## Історія спостережень

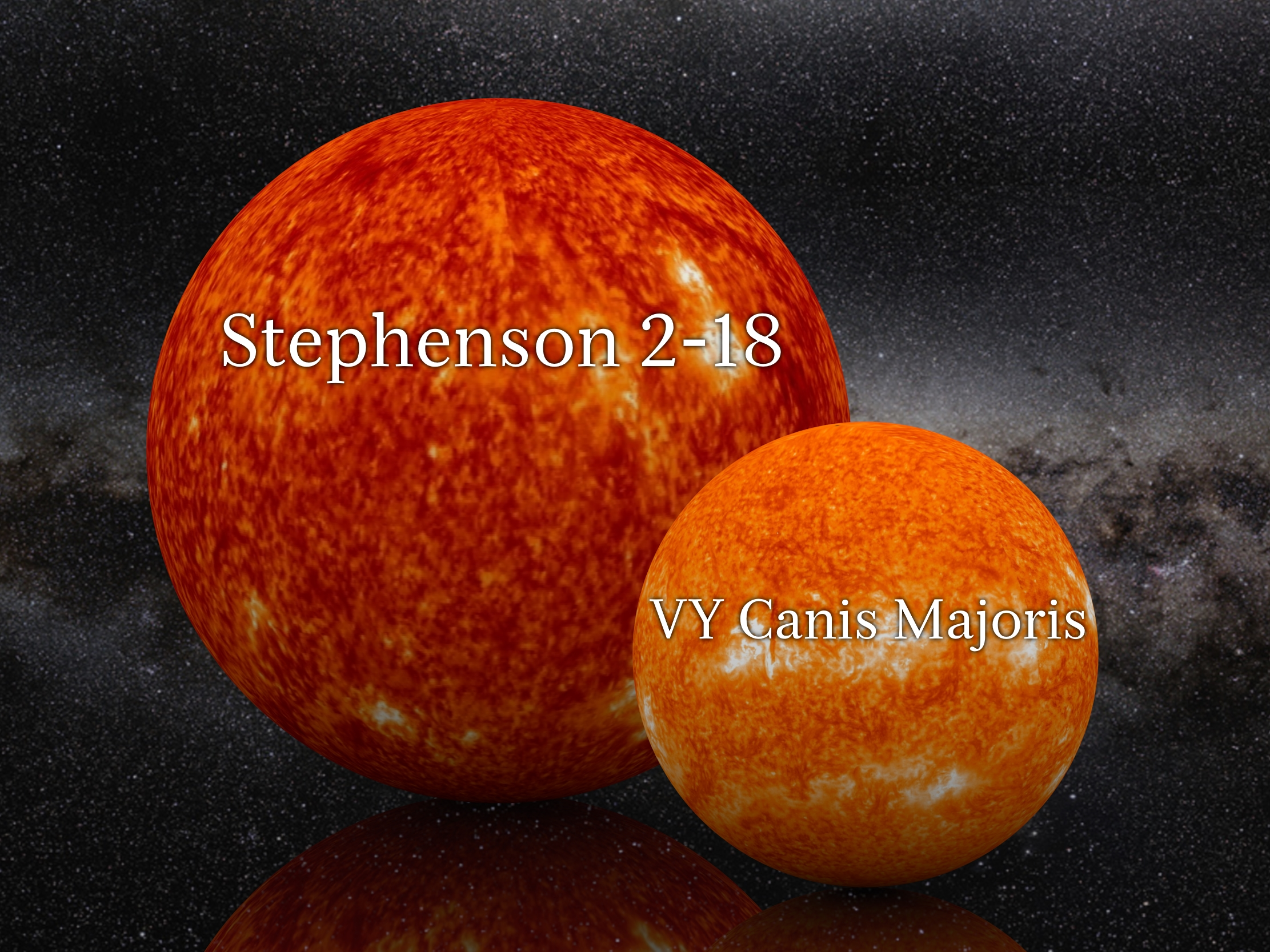
Порівняння Стівенсона 2-18 та VY Великого Пса (Вітковський та інші 2012).

Розсіяне скупчення Стівенсон 2 виявив американський астроном Чарльз Брюс Стівенсон в 1990 році в даних глибокої інфрачервоної термографії. Скупчення також відоме як RSGC2, одне із кількох масивних розсіяних скупчень у сузір'ї Щита, кожне з яких містить кілька червоних супергігантів.
Найяскравіша зоря на ділянці скупчення отримала ідентифікатор 1 під час першого аналізу властивостей членів скупчення. Однак вона не вважалася членом Стівенсон 2 через віддалене розташування, аномально високу яскравість і дещо нетиповий власний рух. У подальшому дослідженні тій самій зорі надали номер 18 і приписали до віддаленої групи зір під назвою Стівенсон 2 SW. Передбачається, що вона знаходиться на подібній відстані до ядра скупчення. Позначення St2-18 (скорочення від Stephenson 2-18) часто застосовують для зорі, слідуючи нумерації з Дегучі (2010). Щоб зменшити плутанину від використання одного номера для різних зір та різних номерів для однієї зорі, позначенням від Дейвіс (2007) часто додають префікс DFK або D, наприклад Стівенсон 2 DFK 1.

## Фізичні властивості
.

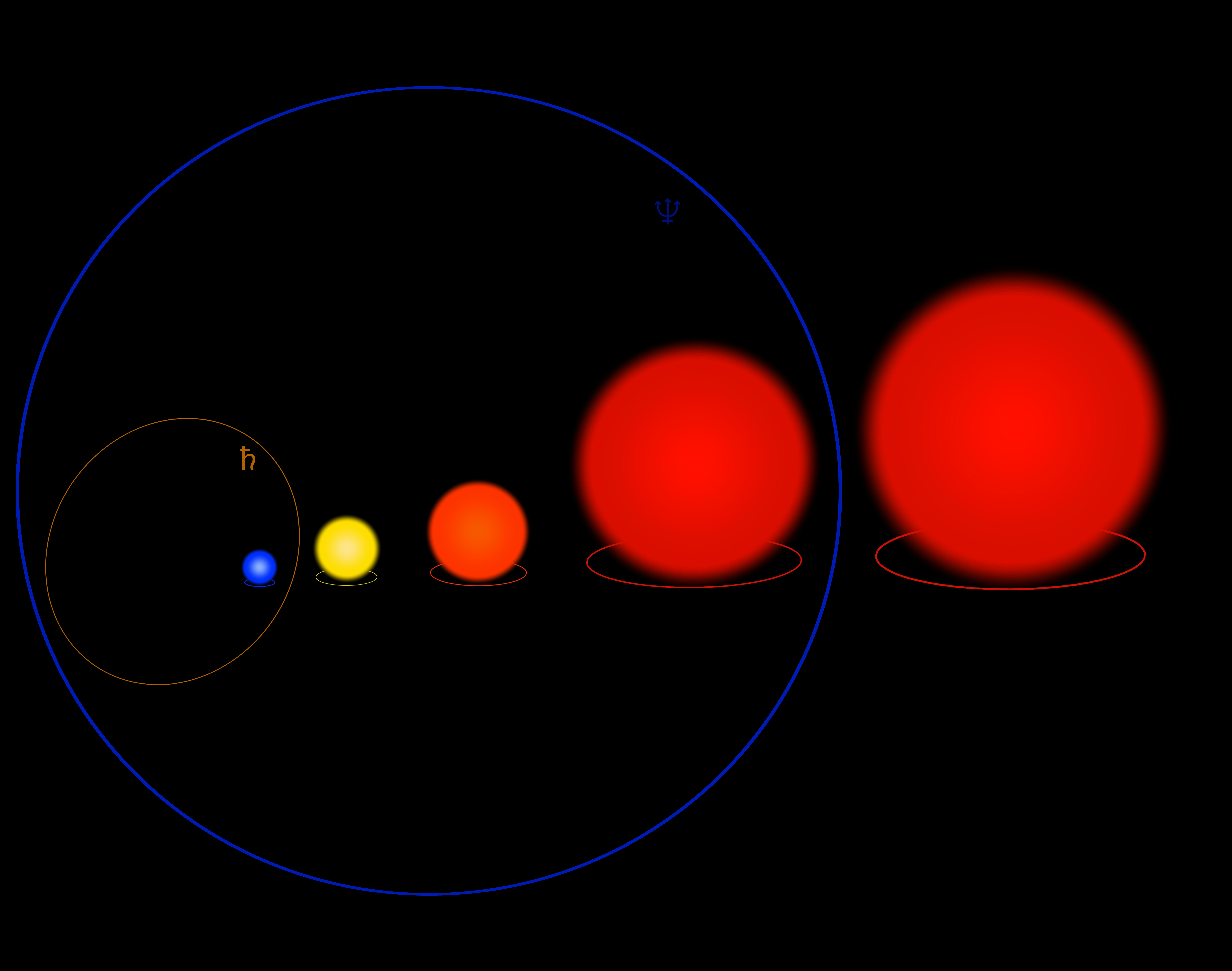
Порівняння розмірів виділених зір. Зліва направо зображені Лебідь OB2-12, V382 Кіля, V915 Скорпіона, UY Щита та Stephenson 2 DFK 1. Для порівняння також показані орбіти Сатурна та Нептуна.

Розрахунок болометричної світності шляхом встановлення спектрального розподілу енергії (СРЕ) дає зорі світність майже 440 000 L☉, з ефективною температурою 3200 К, що відповідає дуже великому радіусу рівному 2150 сонячним радіусам (1,50 × 109 км; 10 а. о.; 930 000 000 миль), який був би значно більшим і світлішим, ніж теоретичні моделі наймасивніших і найсвітліших червоних надгігантів (приблизно 1500 R☉ і 320 000 L☉ відповідно). Інший, але застарілий розрахунок з 2010 року, який передбачав належність до скупчення Стівенсон 2, на рівні 5,5 радіуса Сонця, але на основі 12 і 25 потоків дає набагато нижчу й відносно скромну світність 90 000 L☉. Новіший розрахунок, який засновано на інтеграції СЕД, виходить із відстані 5,8 кілопарсека і дає болометричну світність 630 000 L☉, втім, автори сумніваються, що зоря насправді є членом скупчення, хоча й перебуває на такій же відстані.

## Інтернет-ресурси
- Порівняння найбільших об'єктів у Всесвіті